# مشاكهة

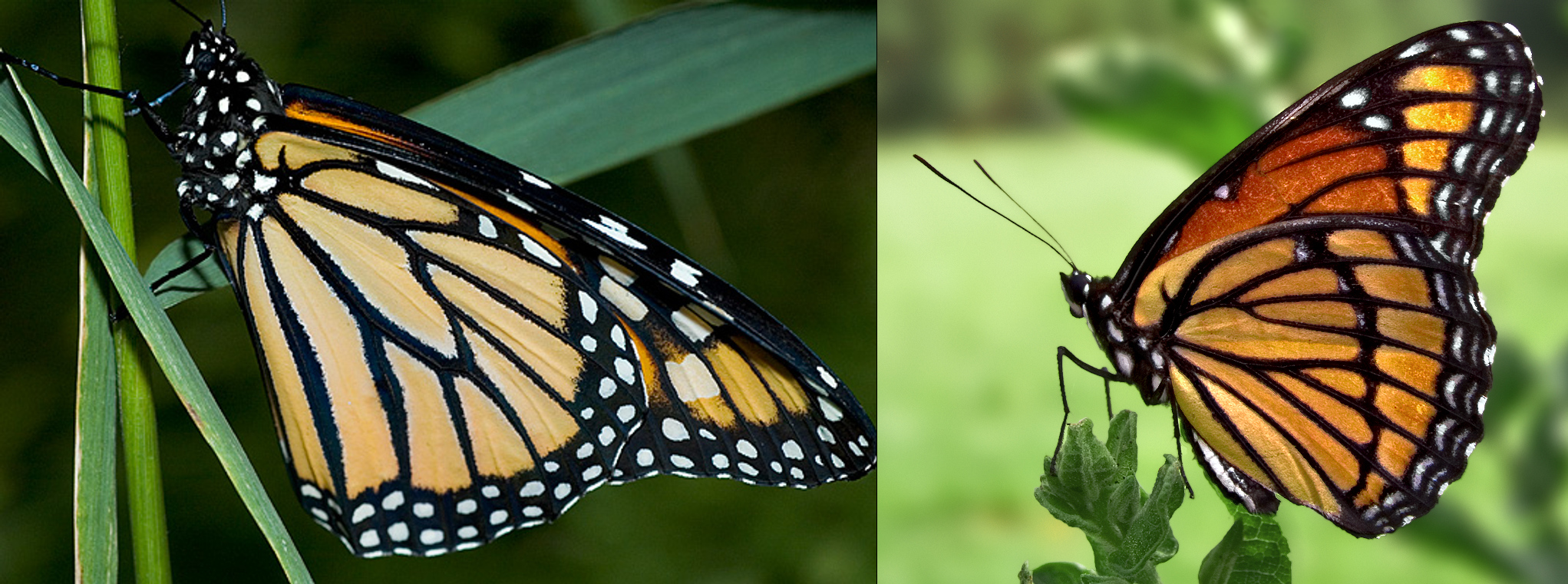
تشاكل الفراشة الملكية (يسار) والزوزق الوزيري (يمين).

المشاكهَة أو التنكر أو المحاكاة أو المماثلة (بالإنجليزية: Mimicry) في علم الأحياء التطوري مبحث لدراسة مدى تشبه كائن ما بكائن آخر سواء في الظهور البصري أوالسلوك أو الرائحة أو الصوت وحتى الموقع لغرض حماية أحدهما أو كلاهما. حيث أن الكائن المشاكه أو المتشاكل عادة ما يوجد في نفس المنطقة التي يعيش فيها نموذجه.الهدف من التشكل يكون غالبا للحماية من الصيد أو الحيوانات الأخرى الاعلى مكانا في السلسة الغذائية.
قد تكون المشاكهة مفيدة للكائنات الحية التي تشترك في التشابه، وفي هذه الحالة يكون شكلًا من أشكال تبادل المنفعة؛ وقد يمثل ضررًا لأحد هذه الكائنات، مما يجعلها تطفلية أو تنافسية..
تتطور المشاكهة إذا كان المفترس يدرك التشابه بين المقلد (الكائن الذي يحاكي أو يقلد) والنموذج (الكائن الذي يتم تقليده) ونتيجة لذلك يغير سلوكه بطريقة تمكنه من انتقاء المقلد بدلًا من النموذج. قد تكون التشابهات التي تحدث في التقليد بصرية أو صوتية أو كيميائية أو عن طريق اللمس أو كهربائية أو مجموعات من هذه الطرق الحسية. على سبيل المثال، تستخدم الطيور البصر لتحديد الحشرات الطيبة التي يمكن أكلها، ولتتجنب الحشرات الضارة؛ وبمرور الوقت، قد تتطور الحشرات الطيبة لكي تشبه وتحاكي تلك الحشرات الضارة.
تضم المشاكهة عدة أنواع مثل مشاكهة باتسيان، وفيها تقلد الكائنات الأنواع الأخرى الخطرة التي لها القدرة على مواجهة الأعداء، في حين ان مشاكهة مولر تمثل قدرة تلك الأنواع الخطرة القادرة على مواجهة الأعداء في تقليد بعضها البعض.
يمكن أن يؤدي التقليد إلى سباق تسلح تطوري إذا كانت المشاكهة تؤثر سلبًا على النموذج، ويمكن أن يتطور النموذج بمظهر مختلف عن المقلد. كما يجب عدم الخلط بين المشاكهة والأشكال الأخرى للتطور المتقارب التي تحدث عندما تصبح الأنواع مشابهة لبعضها البعض بسبب محاولاتهم للتكيف على أنماط الحياة المماثلة. قد يكون للمشاكهة نماذج مختلفة لمراحل مختلفة من دورة الحياة، حيث يقلد أفراد مختلفون نماذج مختلفة كما هو الحال في فراشات هلكونيوس. قد تحتوي النماذج نفسها على أكثر من مقلد، على الرغم من الاختار المعتمد على التردد يفضل المشاكهة عندما يكون عدد النماذج أكثر من عدد المقلدين.
قد تكون النباتات والفطريات أيضًا مقلدة، على الرغم من إجراء أبحاث أقل في هذا المجال.

## التصنيف
وُصفت العديد من أنواع المشاكهة، وألقيت نظرة عامة على كل منها، كما سُلط الضوء على أوجه التشابه والاختلاف بين أشكالها المختلفة. قد تنتمي بعض الحالات إلى أكثر من فئة واحدة، حيث يصف أحدها علاقة الأنواع بين النموذج والمقلد، فين حين يصف الآخر الغرض من المشاكهة مثل الحصول على الطعام.

### الدفاعية
تحدث المشاكهة الدفاعية أو الوقائية عندما تكون الكائنات الحية قادرة على تجنب المواجهات الضارة عن طريق خداع الأعداء في أن يعاملوها كشيء آخر.
هناك ثلاثة أنواع تمت مناقشتها حيث تناقش خاصية الحيوانات في التحذير اللوني كشكل من أشكال الحماية:
1. مشاكهة بيتسية: وفيها يتظاهر المقلد غير الضار بكونه ضارًا.
2. مشاكهة مولرية: وفيها يشير نوعان أو أكثر من الأنواع الضارة عن طبيعتهما المؤذية.
3. مشاكهة ميرتنس: وفيها يظهر المقلد المميت بكونه نموذجًا أقل ضررًا ولكنه يعمل على تلقين الدرس للأعداء.

هناك نوع آخر يحدث في النباتات يسمى مشاكهة فافيلوفيان.

#### مشاكهة باتس
سميت هذه المشاكهة على اسم هنري والتر باتس، وهو عالم الطبيعة الإنجليزي الذي كان يعمل على الفراشات في غابات الأمازون المطيرة، وكان رائدًا في دراسة هذا المجال.
في هذه المشاكهة يطلق المقلد نفس الهيئة التي يطلقها النموذج الأصلي ليبعد الأعداء، ولكنها تكون غير مجدية للحيوانات المفترسة؛ بمعنى آخر، تشير مشاكهة باتسيان لغنم يرتدي ملابس ذئاب. لا يمكن أن تستمر مشاكهة باتسيان إلا إذا كان الضرر الناتج الذي سيصيب الحيوان المفترس عند تناوله للنموذج الأصلي يفوق النفع الناتج عند تناوله للمقلد؛ حيث يتم تقييم طبيعة التعلم لصالح المشاكهة، لأن المفترس الذي يتمتع بتجربة أولى سيئة مع نموذج يميل إلى تجنب أي شيء يشبهه لفترة طويلة، ولا يعيد اختباره بعد فترة قصيرة لمعرفة ما إذا كانت التجربة الأولى سلبية كاذبة. ومع ذلك، إذا أصبح المقلدين أكثر وفرة من النماذج الأصلية، فإن احتمال وجود حيوان مفترس يتمتع بتجربة أولى مع مقلد بدلًا من النموذج الأصلي يزداد. لذلك من المرجح أن تكون هذه الأنظمة مستقرة عندما يتواجد كلا من المقلد والنموذج، ولكن بشرط أن يكون النموذج موجود بشكل أكثر وفرة من المقلد.
هناك العديد من الأمثلة على مشاكهة باتسيان مثل الأخطبوط من جنس thaumoctopus (الأخطبوط المقلد)، وهو أخطبوط قادر على تغيير شكل جسمه وتلوينه عن قصد ليشبه ثعابين البحر الخطرة. تحدث مشاكهة باتسيان أيضًا في النبات، مثل كرمة الحرباء التي تعمل على تغيير شكل ولون أوراقها لتتناسب مع شكل النبات الذي تتسلقه. وبالتالي، تبدو أوراقها الصالحة للأكل كأوراق أخرى لايرغب بها المضيف.

#### مشاكهة مولرية
سميت هذه المشاكهة على اسم عالم الطبيعة الألماني فريتز مولر، وهي تعبر عن حالة يكون فيها نوعان أو أكثر لهما إشارات تحذيرية متشابهة، وكلاهما يشتركان في سمات أصلية لمواجهة الافتراس.
في البداية، لم يستطيع بيتس شرح سبب ذلك- إذا كان كلاهما ضارًا لماذا يحتاج أحدهم إلى مشاكهة الآخر؟ طرح مولر التفسير الأول لهذه الظاهرة: إذا كان المفترس المشترك يحتار بين نوعين، فمن المرجح مقدرة كلا النوعين على النجاة والبقاء على قيد الحياة.
هذه النوع من المشاكهة فريد في عدة جوانب. أولًا، يستفيد كل من المقلد والنموذج الأصلي من التفاعل، ولهذا يمكن تصنيفه على أنه تبادل منفعة، كما أنه يحظى بميزة خداع المفترس بشأن هوية الأنواع، لأنه يتجنب المواجهات الضارة المحتملة.

#### مشاكهة ميرتنس
تصف هذه المشاكهة الحالة غير العادية حيث تحاكي فيها الفريسة القاتلة الأنواع الأقل خطورة.

### المشاكهة العدوانية
توجد المشاكهة العدوانية في الحيوانات المفترسة أو الطفيليات التي تشترك في بعض خصائص الأنواع غير الضارة، مما يتيح لها تجنب اكتشافها من قبل فريستها أو مضيفها؛ بمعنى آخر، يمكن وصفها بقصة الذئب في ملابس الخراف. إحدى هذه الحالات هي العناكب، ومن بينها المشاكهة العدوانية أمر شائع للغاية سواء لجذب الفريسة أو التنكر لخداع الحيوانات المفترسة التي تقترب من التسلل. من الأمثلة الموجودة عنكبوت الموز، والذي ينسج شبكة ذهبية ملونة واضحة في مناطق مضاءة جيدًا. تُظهر التجارب أن النحل قادر على ربط الشبكات بوجود خطر عندما لاتكون الصبغة الصفراء موجودة، وهذا يحدث في المناطق الأقل إضاءة حيث يصعب رؤية الشبكة. بالرغم من قدرة النحل على تعلم الألوان وتجنبها، يبدو أنه أقل قدرة على ربط الشبكات ذات الصبغة الصفراء باحتمالية وجود الخطر، ربما لأن الأصفر هو لون العديد من الزهور الحاملة للرحيق، لذلك لا يكون تجنب اللون الأصفر مجديًا. تغير العناكب الشبكة الخاصة بعم يومًا بعد يوم، ويمكن تفسير هذا بأن النحل له القدرة على تذكر أنماط وشكل الشبكات، مما يعني أن العنكبوت يجب عليه أن يغير من نمط وشكل الشبكة بانتظام أو يعاني من تناقص في التقاط الفرائس.
توجد حالة أخرى حيث يتم إغراء الذكور نحو ما يبدو أنه دورة نزوية للأنثى. في بداية فترة الستينات، كشف تحقيق جيمس إي لويد عن اليراعات الإناث من جنس فوتوريس أنها تنبعث منها نفس الإشارات الضوئية التي تستخدمها الإناث من جنس فوتينوس كإشارة تزاوج؛ وأظهرت الأبحاث الإضافية أن اليراعات الذكورية من عدة أجناس مختلفة تنجذب نحو تلك اليراعات ذات الإشارات الكاذبة، فيتم أسرها وتناولها لاحقًا.